# Meniscomorpha enura
Meniscomorpha enura là một loài tò vò trong họ Ichneumonidae.